# الملعب البلدي (إدلب)
الملعب البلدي هو ملعب متعدد الأغراض يقع في مدينة إدلب، تم افتتاحه عام 1985، حيث كان مستخدمًا من قبل نادي أمية لكرة القدم. خرج عن الخدمة نتيجة الأعمال القتالية في سوريا، ثم أعيد افتتاحه وتجديده أواخر عام 2022.
استضاف الملعب دوري الدرجة الأولى في إدلب للموسم 2022–23 والذي فاز فيه نادي عندان وبالمركز الثاني نادي معرة مصرين ويليله نادي أمية في المركز الثالث.